# Baraj

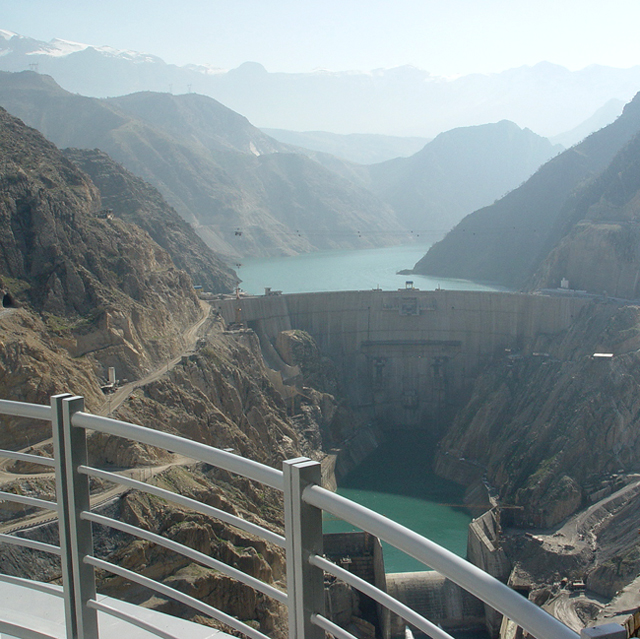
Barajul Karun-3, Iran.

O secţiune transversală verticală printr-un baraj hidroenergetic, un baraj realizat pentru a produce energie electrică.

Un baraj reprezintă o barieră care separă apele. Barajele pot fi naturale, fiind create fără intervenție umană, sau artificiale, adică realizate de oameni. Barajele artificiale servesc mai ales pentru reținerea apei, în timp ce structuri similare, așa cum sunt digurile sau ecluzele au rolul de a preveni apa să se reverse din cursul său, sau, respectiv, să asigure trecerea dintr-o parte sau alta a unui baraj, care separă volume diferite de apă aflate la diferite niveluri.
Cel mai înalt baraj din lume are 300 de metri și este Barajul Nurek din Tadjikistan.

## Istorie
Mici baraje artificiale au fost construite probabil încă din epoca preistorică, pentru rezerve de apă potabilă, irigații sau piscicultură primitivă. Conform arheologului N. Schnitter-Reinhardt, cel mai vechi baraj cunoscut a fost construit în Peninsula arabică, în apropiere de Jawa (în actuala Iordanie, la circa 100 km nord-est de capitala Amman), spre sfârșitul mileniului IV î.Hr. În Istoriile sale, Herodot vorbește despre un baraj din Egipt, construit la porunca faraonului Menes, fondatorul primei dinastii, pentru alimentarea cu apă a orașului Memfis.

## Tipuri de baraje

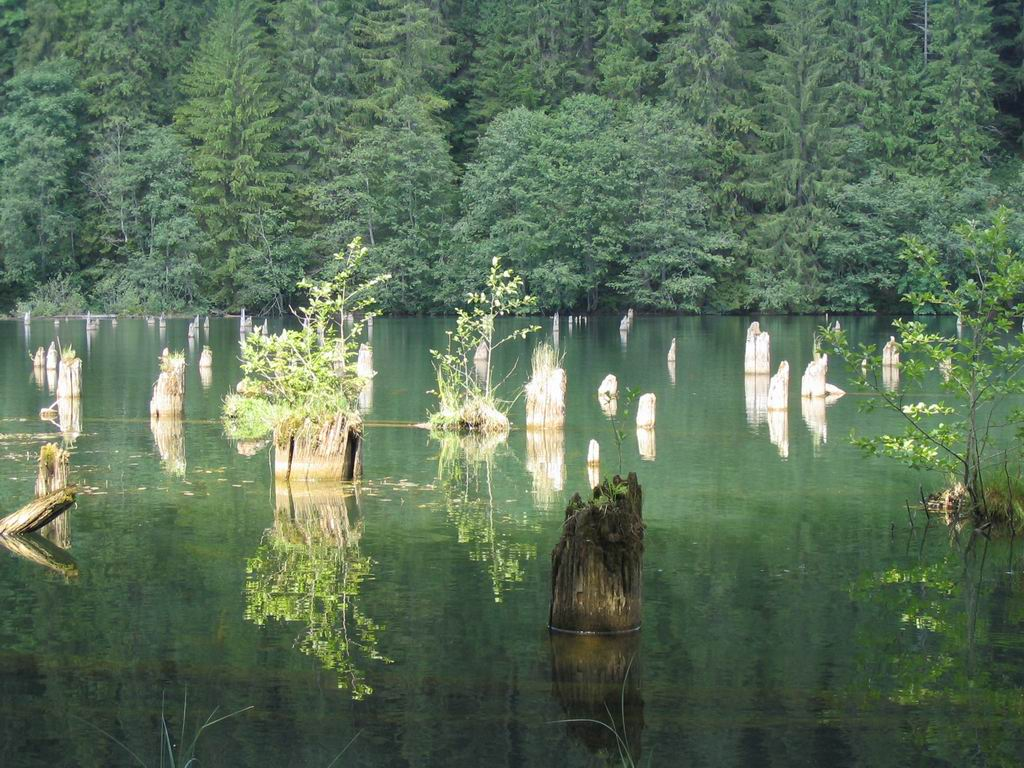
Imagine a Lacului Roşu, format în anul 1837 prin surparea unei porțiuni a unuia din flancurile Muntelui Ghilcoș din Munții Harghitei.

Barajele pot fi formate de cauze naturale (așa cum este cazul Lacului Roșu din Munții Harghita, un lac format prin bararea naturală a cursului unui râu), prin intervenția unor animale specializate în construirea de baraje, așa cum sunt castorii și prin intervenția deliberată de barare realizată de om (așa numitele baraje artificiale). Barajele realizate de om sunt clasificate după diverse criterii, așa cum ar fi înălțimea, tipul de structură, scopul urmărit prin realizarea barajului ș.a.m.d.

### Clasificare după mărime
Conform standardelor internaționale barajele mari sunt cele mai înalte de 15 metri, iar barajele foarte mari au peste 150 metri înălțime.